# Leioproctus mourellus
Leioproctus mourellus är en biart som beskrevs av Michener 1989. Leioproctus mourellus ingår i släktet Leioproctus och familjen korttungebin. Inga underarter finns listade i Catalogue of Life.